# Corralito
Corralito è il termine con il quale fu denominata, durante la crisi economica argentina, la restrizione della libera disposizione di denaro in contanti da conti correnti e casse di risparmio, imposta dal governo di Fernando de la Rúa nel dicembre 2001, e che durò per quasi un anno fino all'annuncio della liberazione dei depositi il 2 dicembre 2002. In seguito a tale avvenimento, il termine è stato adottato da tutti i paesi di lingua spagnola e non.
L'obiettivo di queste restrizioni era quello di evitare l'uscita di denaro dal sistema bancario, cercando così di evitare un'ondata di panico bancario e il collasso del sistema. Secondo Domingo Cavallo, allora ministro dell'Economia, questa misura era positiva al fine di raggiungere un maggiore uso dei metodi di pagamento elettronico, evitando così l'evasione impositiva e rendendo la popolazione più dipendente dalle banche.